# Kim Jae-sung
Kim Jae-sung (김재성?, 金在成?; 3 ottobre 1983) è un ex calciatore sudcoreano, di ruolo centrocampista.

## Carriera

### Club
Kim Jae-sung passa la gran parte della sua carriera calcistica nel paese natio, dove si forma nella stessa scuola calcistica di Park Ji-sung, col quale era solito allenarsi. Jae-sung comincia a giocare a livello professionistico nel Jeju United e soprattutto nel Pohang Steelers, dove nel 2009 conquista la Champions League, partendo titolare.
A partire dal gennaio 2017 passa agli australiani dell'Adelaide United.

### Nazionale
Il 9 gennaio 2010 fa la sua prima presenza da titolare nella nazionale coreana giocando un'amichevole contro lo Zambia. Viene convocato per il Mondiali di Sudafrica 2010, giocando pochi minuti nella fase a giorni, mentre viene schierato titolare negli ottavi di finale contro l'Uruguay venendo sostituito dopo poco più di un'ora.

## Palmarès

### Competizioni nazionali
- Coppa di Lega sudcoreana : 1

Pohang Steelers: 2009
- Coppa di Corea del Sud: 1

Pohang Steelers: 2009

### Competizioni internazionali
- AFC Champions League: 1

Pohang Steelers: 2009